# Клейтон, Джен
Джен Клейтон (англ. Jan Clayton; 26 августа 1917 — 28 августа 1983) — американская актриса.

## Биография
Клейтон в начале карьеры снялась в нескольких фильмах студии «Metro-Goldwyn-Mayer», но успеха добилась благодаря ролям в крупных бродвейских мюзиклах, среди которых были Carousel и Show Boat. Широкой известности, однако, она добилась благодаря роли матери главного героя в классическом телесериале пятидесятых годов «Лесси». В 1957 и 1958 годах Клейтон номинировалась на премию «Эмми» за лучшую женскую роль в драматическом телесериале, а в 1960 году получила именную звезду на Голливудской аллее славы. После ухода из шоу Клейтон в основном была редким гостем в таких сериалах как «Дымок из ствола», «Полицейская история», «Улицы Сан Франциско», «Придурки из Хаззарда» и «Лодка любви».
В дополнение к актёрской карьере она была известна своей десятилетней борьбой с алкоголизмом после смерти старшей дочери в автокатастрофе в 1956 году. Клейтон умерла от рака в 1983 году.

## Личная жизнь
Клейтон была замужем трижды. С 1938 по 1943 год была замужем за актёром Расселом Хейденом, у них родилась одна дочь. С 1946 по 1958 год была замужем за адвокатом Робертом Лернером, у них родились две дочери и один сын. С 1966 по 1968 год была замужем за пианистом Джорджем Грили. У них не было детей.